# Cercel

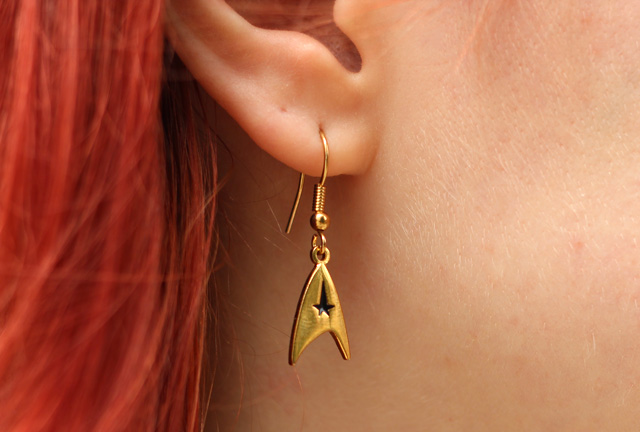
Cercel agățat printr-un cârlig petrecut printr-o gaură în lobul urechii drepte.

Cercelul (la plural: cercei) este un obiect care împodobește urechea, fiind purtat, de obicei în pereche, mai ales de femei. Poate fi fabricat din diferite materiale: metale (aur, argint, platină, inox, bronz), lemn, plastic, pietre prețioase, sticlă.
Bijuteriile sunt fixate de ureche printr-o sârmă sau o tijă, petrecută printr-o perforație, cel mai adesea efectuată în lobul urechii. Unii cercei pot totuși să fie fixați fără perforație, cu ajutorul unui mecanism de cleme sau șurub.

Cerceii pot fi de mărimi și stiluri foarte diferite, pe măsura voinței și fanteziei bijutierului. Singura limită rezidă în rezistența mecanică a lobului, care ar putea să se spintece, în caz de greutate prea importantă; persoanele care poartă cercei grei pot, de altfel, să constate o alungire a lobilor urechilor lor, precum și o lărgire a perforațiilor.

În momentul de față, dintre toate bijuteriile, cerceii sunt cei mai purtați de femei.

## Etimologie
Cuvântul din română cercel este moștenit din latina vulgară circellus, circellī (în acuzativ singular circellum): „cerc mic”, „ineluș”.Atestat în secolul al III-lea î.Hr., cuvântul latinesc circellus este un diminutiv al substantivului circus: „cerc”.

## Galerie de imagini

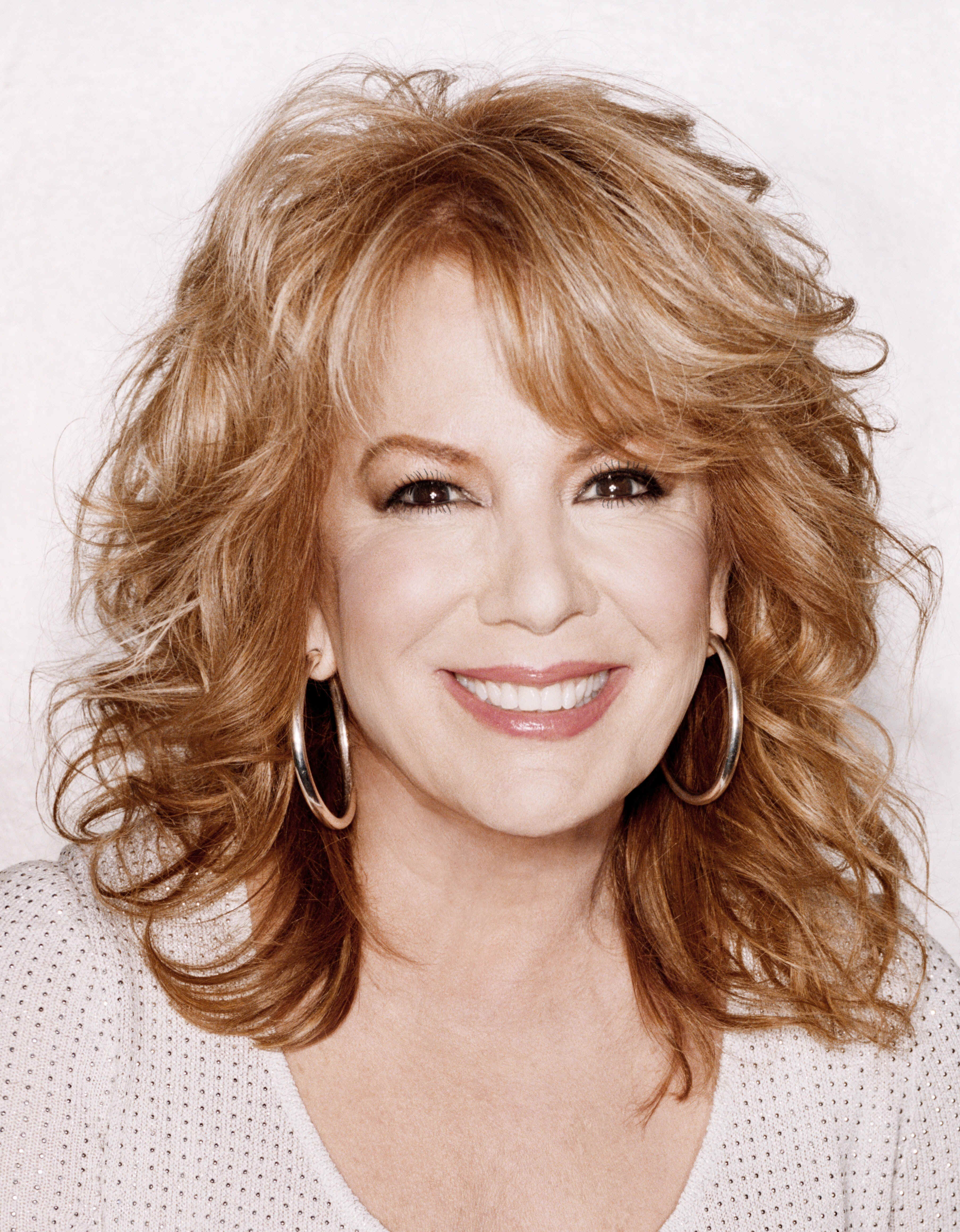
Cercei sub formă de inele, denumiți creole; sunt cerceii cei mai apropiați, ca formă, de sensul etimologic.
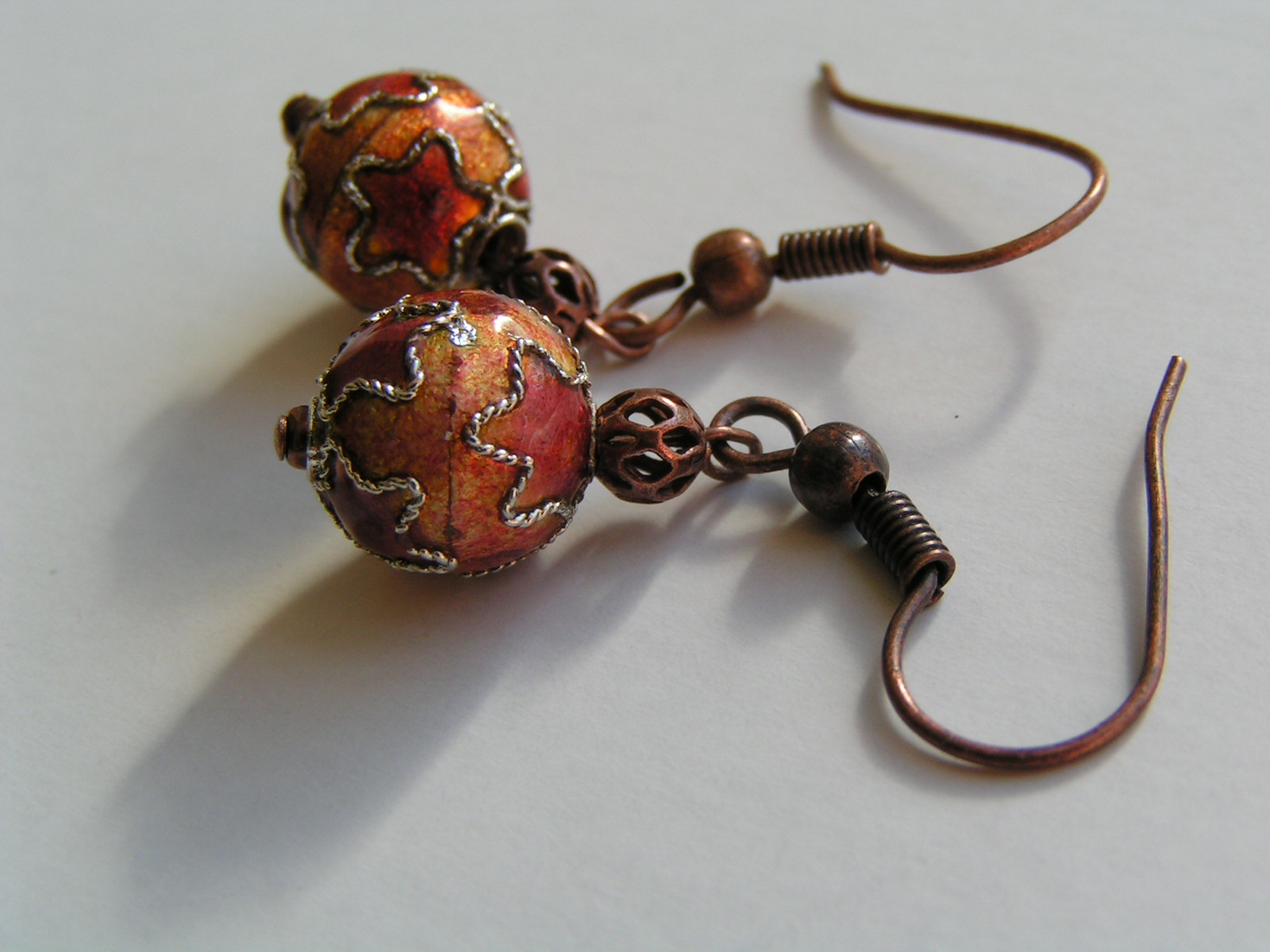
Cercei care se agață prin niște cârlige, denumite și tortițe, trecute prin perforațiile din lobii urechilor.
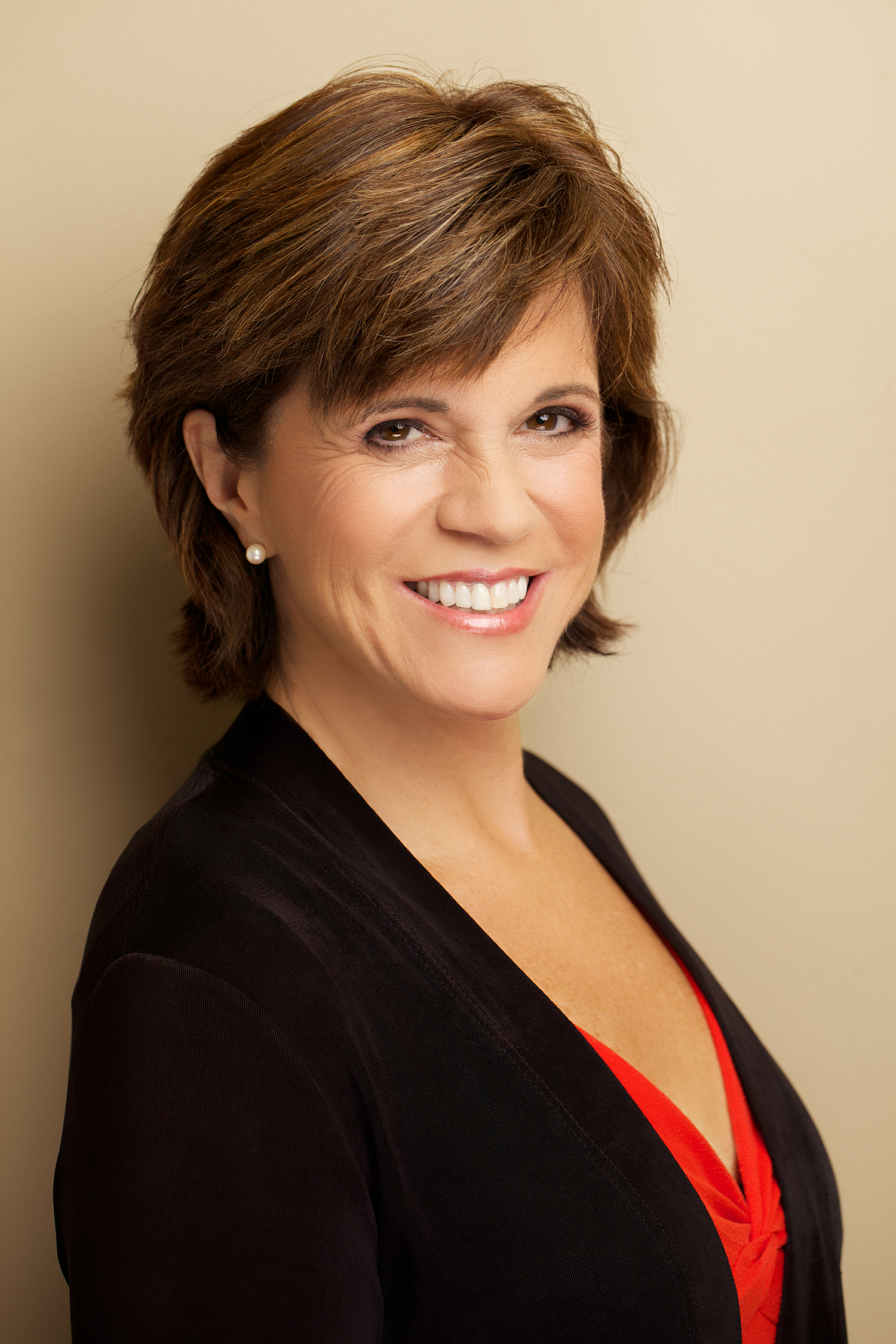
Cercel care pare că plutește pe ureche: este fixat printr-o tijă petrecută prin perforația efectuată în lobul urechii și cu ajutorul unui «fluturaș» metalic sau din alt material, prevăzut cu arc sau filet, aflat în spatele lobului. Acești cercei au particularitatea că sunt din perle.
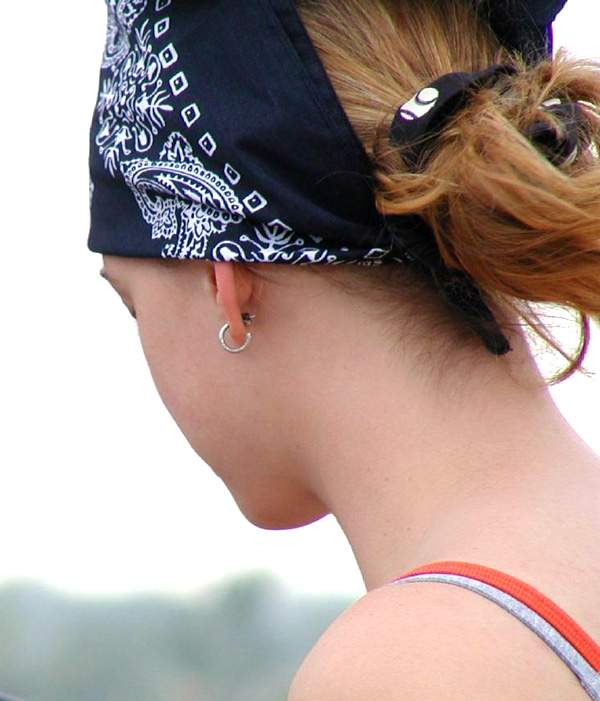
Fată purtând mici creole semicirculare.
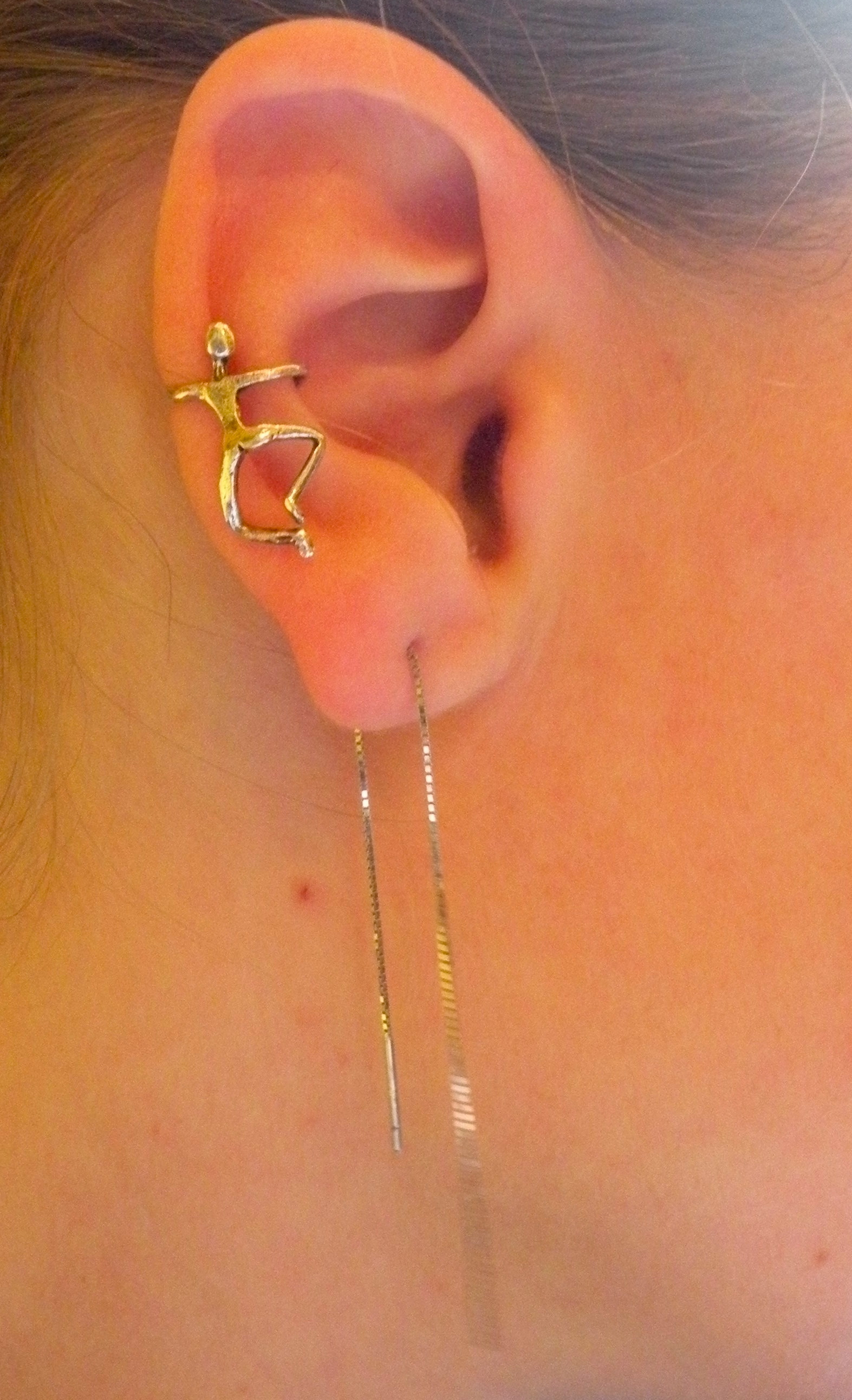
Cercel sub forma unui lănțișor; inel sub formă umană.
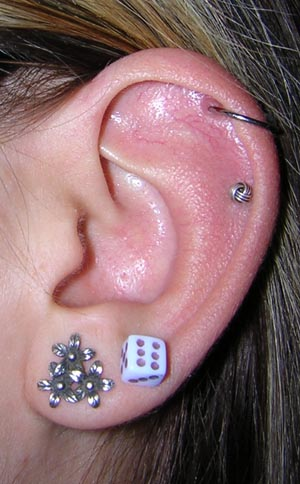
Cercei și alte piercinguri într-o ureche.